# Adolphe Tardif
Pour les articles homonymes, voir Tardif.
Adolphe-Francois-Lucien Tardif, né le 12 février 1824 à Coutances et mort le 4 avril 1890 à Paris, est un historien français.

## Biographie
Adolphe Tardif suivit en même temps les cours de l’École de droit et ceux de l’École des chartes. Il obtint le diplôme d’archiviste paléographe le 15 janvier 1849 et celui de docteur en droit le 30 août 1850. Inscrit au barreau de Paris, il entra au ministère des cultes, devint chef de division et conseiller d’État en service extraordinaire, puis fut appelé à la chaire de droit civil et de droit canonique du moyen âge à l’École des chartes.
Tardif s’est particulièrement occupé de l’histoire du droit. Son jeune frère Jules Tardif et son fils Joseph Tardif l’ont suivi dans cette voie.

## Travaux
Parmi ses travaux qui lui ont valu le prix Koenigswarter à l’Académie des sciences morales et politiques[Quand ?], on cite :
- Des comtes du palais, thèse d’École des chartes, 1849 ;
- Des origines de la communauté de biens entre époux, thèse de doctorat, 1850 ;
- Privilèges accordés à la Couronne de France par le Saint-Siège (avec l'assistance de Jules Tardif), Imprimerie impériale, 1855, in-4°
- Monuments historiques, cartons des rois, 1866, in-4° avec atlas ;
- Notions élémentaires de critique historique, 1884, in-8°;
- la Procédure civile et criminelle aux XIIIe et XIVe siècles ou procédure de transition, 1885, in-8°;
- Recueils de textes pour servir à l’enseignement de l’histoire du droit, 1883-1885, in-8° ;
- Le Droit privé au XIIIe siècle d’après les Coutumes de Toulouse et de Montpellier, 1886, in-8°;
- Histoire des sources du droit canonique, 1887, in-8° ;
- Histoire des sources du droit français. Origines romaines, 1890, in-8°.

## Distinctions
Officier de la Légion d'honneur le 12 août 1865 (chevalier en 1856)